# نانغان
نانغان : هي بلدة في تايوان. يبلغ عدد قاطنيها 7,496 نسمة وذلك حسب إحصائيات ديسمبر/ كانون الأول عام 2014. تبلغ مساحتها 10.40 كم². وهي بلدة تقع في جزر ماتسو ومقر مقاطعة لينتشانغ, تايوان. نانغان معروفة أيضا باسم نانغانتان. نانغ -عصابة- دونغ) وشانغانتان. ولأن لين مونيانغ (الذي أصبح لاحقا إلهة ماتسو) جرفت جثته إلى شاطىء نانغان عرفت أيضا باسم جزيرة ماتسو. يوجد هناك مطار في جزيرة نانغان. أعلى نقطة هي يوناتي الجبلية 248 متر.

## وصلات خارجية
- الموقع الإلكتروني